# 빌 어윈
빌 어윈(영어: Bill Irwin, 1950년 4월 11일 ~ )은 미국의 배우이다. 보드빌 스타일의 무대 공연으로 경력을 시작했으며, 작곡가인 더그 스키너와 협력하여 광대 요소를 결합한 여러 무대 쇼를 만들어 1970년대 미국 서커스의 르네상스에 기여하였다. 또한 여러 편의 텔레비전 프로그램과 영화에 출연했으며, 브로드웨이에서 상연된 누가 버지니아 울프를 두려워하랴를 통해 토니상을 수상하였다.

## 출연 작품
- 한 여름 밤의 꿈